# Даннройтер, Эдвард
Эдвард Даннройтер (нем. Edward Dannreuther; 4 ноября 1844, Страсбург — 12 февраля 1905, Лондон) — британский пианист и музыковед эльзасского происхождения.

## Биография
С 1849 г. жил в Цинциннати, где его отец основал фабрику по производству фортепиано. В 1860—1863 гг. учился в Лейпцигской консерватории у Игнаца Мошелеса и Морица Гауптмана, занимался также у Ференца Листа.
В 1863 г. дебютировал в Лондоне, впервые в Англии исполнив полностью Четвёртый концерт Бетховена и Второй концерт Шопена. Затем Даннройтер отправился в американское турне вместе с Карлом Розой и Юфросиной Парепа, о котором написал записки для издававшегося Чарлзом Диккенсом журнала «Круглый год» (1865). После этого Даннройтер прочно обосновался в Англии.
Им были даны британские премьеры Второго концерта Листа, Концерта Грига (18.4.1874, Кристалл-палас, Лондон), Первого концерта Чайковского (11.3.1876, Кристалл-палас, Лондон).
Даннройтер был выдающимся пропагандистом новейшей музыки своего времени — и прежде всего творчества Рихарда Вагнера. В 1872 г. он был одним из соучредителей (а с 1895 г. президентом) Лондонского Вагнеровского общества, в 1877 г. — одним из организаторов в Лондоне Вагнеровского фестиваля, на который приехал сам композитор, остановившийся в доме Даннройтера. Он выпустил отдельными изданиями работы «Рихард Вагнер: тенденции и теории» (англ. Richard Wagner: His Tendencies and Theories) и «Рихард Вагнер и реформа оперы» (англ. Richard Wagner and the Reform of the Opera), перевёл на английский язык статьи Вагнера «Искусство будущего», «Бетховен», «О дирижировании». Полуприватные концерты в этом доме были посвящены современной музыке, и на них, помимо вышеназванных авторов, впервые в Великобритании прозвучали многие сочинения Иоганнеса Брамса, Йозефа Райнбергера, Ксавера Шарвенки, Джованни Сгамбати, Рихарда Штрауса и др.
С 1895 г. профессор фортепиано в Королевском колледже музыки. Среди его учеников разного времени были, в частности, Хьюберт Пэрри, Джеймс Фрискин, Уильям Хёрлстоун, Фредерик Доусон, Джон Александр Фуллер Мейтленд и др.
Похоронен в Лондоне.
Даннройтером написан шестой том «Оксфордской истории музыки» (англ. Oxford History of Music; 1905), посвящённый музыке романтизма, от Карла Марии Вебера до Вагнера. Кроме того, он был одним из ключевых авторов Музыкального словаря Гроува: помимо 29-страничной статьи о Вагнере, Даннройтеру принадлежали в нём статьи о выдающихся пианистах-виртуозах (Клементи, Калькбреннер, Шопен, Алькан, Таузиг, Бюлов и др.), а также о Берлиозе, Григе, Чайковском, Глинке.
Автор фортепианных пьес, 2 циклов песен и других сочинений.

### Семья
Отец — Абрам Даннройтер (нем. Abraham Dannreuther; ≈1820 — ?), мать — София Каролина Фишбахер (нем. Sophie Caroline Fischbacher; ≈1822 — ?).
Брат — Густав (21.7.1853, Цинциннати — 19.12.1923), скрипач; женат на Нелли Мортон Тейлор (англ. Nellie Morton Taylor; 1858—1942), пианистке.
Жена (с 5.8.1871) — Чариклея Антея Эвтерпа Ионидес (англ. Chariclea Anthea Euterpe Ionides; 23.2.1844, Tulse Hill, Лондон — 23.8.1923, Гастингс; похоронена в Лондоне), дочь Александра Константина Ионидеса (англ. Alexander Constantine Ionides; 1810, Константинополь — 1890), Генерального консула в Греции, и Эвтерпы Сгоута (англ. Euterpe Sgouta; 1816, Константинополь — 1892).
Сыновья:
- Тристан (англ. Tristan; 9.9.1872, Лондон — 10.5.1963) — капитан Королевского ВМФ, кавалер ордена Почётного легиона;
- Зигмунд (англ. Sigmund; 20.11.1873, Лондон — 5.4.1965, Calladown, Stoke Poges, Бакингемшир; похоронен в Оксфорде), бакалавр искусств Кембриджа, заместитель секретаря Министерства авиации; женат на Margaret Ethel Burbrook (≈1875 — ?);
- Вольфрам (англ. Wolfram; 20.10.1875, Лондон — 27.2.1950, Баттл (Восточный Суссекс); похоронен в Charing, Кент);
- Хьюберт Эдвард[англ.] (12.12.1880, Лондон — 12.8.1977, Гастингс) — британский адмирал; один из шести оставшихся в живых членов экипажа HMS Invincible, потопленного в Ютландском сражении 1 июня 1916 г.; женат (с 1916) на Джейн Хэй Торбурн (англ. Jane Hay Thorburn; ≈1891 — ?).

.
Дочь — Изольда (англ. Isolde; 13.11.1877, Лондон — 14.10.1953).

## Память
На доме 12 Orme Square (Вестминстер, Лондон), в котором он жил, 26 июля 2005 года открыта мемориальная доска.